# Mjönäs
Mjönäs is een plaats in de gemeente Hagfors in het landschap Värmland en de provincie Värmlands län in Zweden. De plaats heeft 218 inwoners (2005) en een oppervlakte van 75 hectare.

## Verkeer en vervoer
Bij de plaats loopt de Riksväg 62.